# Nannobrachium lineatum
Nannobrachium lineatum är en fiskart som först beskrevs av Tåning 1928.  Nannobrachium lineatum ingår i släktet Nannobrachium och familjen prickfiskar. Inga underarter finns listade i Catalogue of Life.